# Goonengerry-Nationalpark
Der Goonengerry-Nationalpark ist ein Nationalpark im äußersten Nordosten des australischen Bundesstaates New South Wales, 626 km nördlich von Sydney und etwa 30 km nordöstlich von Lismore.
Der Park schließt südöstlich an den Nightcap-Nationalpark an und liegt südlich des Wilsons River. Wie im angrenzenden Nightcap-Nationalpark finden sich auch hier subtropische Regenwaldbestände.